# المبارزة على الركائز

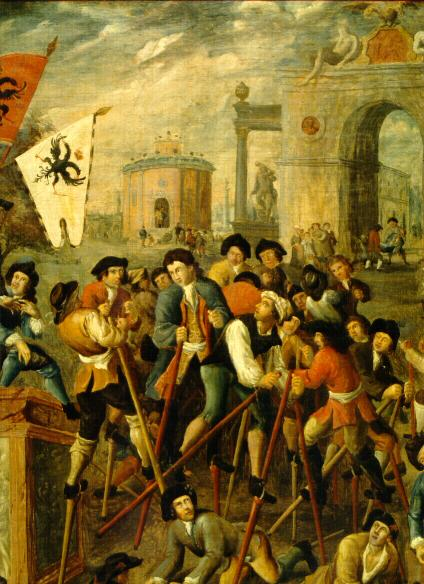
لوحة تمثل مبارزة على الركائز في نامور (حوالي 1720). متحف الفن التصويري، نامور.

المبارزة على الركائز هي تقليد يعود إلى 600 عام في مدينة نامور, بلجيكا، حيث يتبارز الأشخاص الذين يرتدون ملابس تنكرية على ركائز متينة.
يتم تقسيم المبارزين إلى فريقين:
- يتبارز فريق "ميلان" على ركائز باللونين الأصفر والأسود. يمثلون المدينة القديمة.
- يتبارز فريق "Avresses" على ركائز باللونين الأحمر والأبيض. يمثلون المدينة الجديدة والضواحي.

كلا الفريقين يستخدمون ركائز التبارز، وهي نوع من الركائز تم تطويره في نامور.
هدف المبارز هو إسقاط كل المبارزين من الفريق الآخر (لا يستطيع المبارز الذي يسقط على الركائز العودة إليها).
في 16 ديسمبر 2021، قامت اليونسكو بتسجيل تقليد نامور للمبارزة على الركائز رسميًا على قائمة التراث الثقافي غير المادي للإنسانية.

## التاريخ
أقدم وثيقة رسمية توثق مبارزة على الركائز في نامور هي حظر بتاريخ 8 ديسمبر 1411. حظر سيد نامور هذه الممارسة للأشخاص الذين تجاوزوا سن 13.
على مر القرون، كانت مبارزة على الركائز في مركز المهرجانات الشعبية الكبرى في نامور. كانت المبارزات الكبرى في الكرنفال (القرنين السابع عشر والثامن عشر) تجمع ما يصل إلى 2000 مبارز على الركائز.
كانت مبارزة على الركائز أيضًا هدية الترحيب التي قدمها شعب نامور للزوار المرموقين. وهذا يفسر حضور أسماء كبيرة في التاريخ في مبارزة على الركائز في نامور، بما في ذلك:
- فيليب الصالح (1439)
- شارل الخامس، الإمبراطور الروماني المقدس وملك إسبانيا (1515، 1531)
- فيليب الثاني ملك إسبانيا (1549)
- لويس الرابع عشر ملك فرنسا (1693)
- بطرس الأكبر ملك روسيا (1717)
- نابليون بونابرت (1803)
- ملوك البلجيكيين ليوبولد الثالث، بودوان، ألبرت الثاني وفيليب.

## مبارزات نامور على ركائز متينة اليوم
التبارز على ركائز متينة لا يزال يُمارس في نامور.

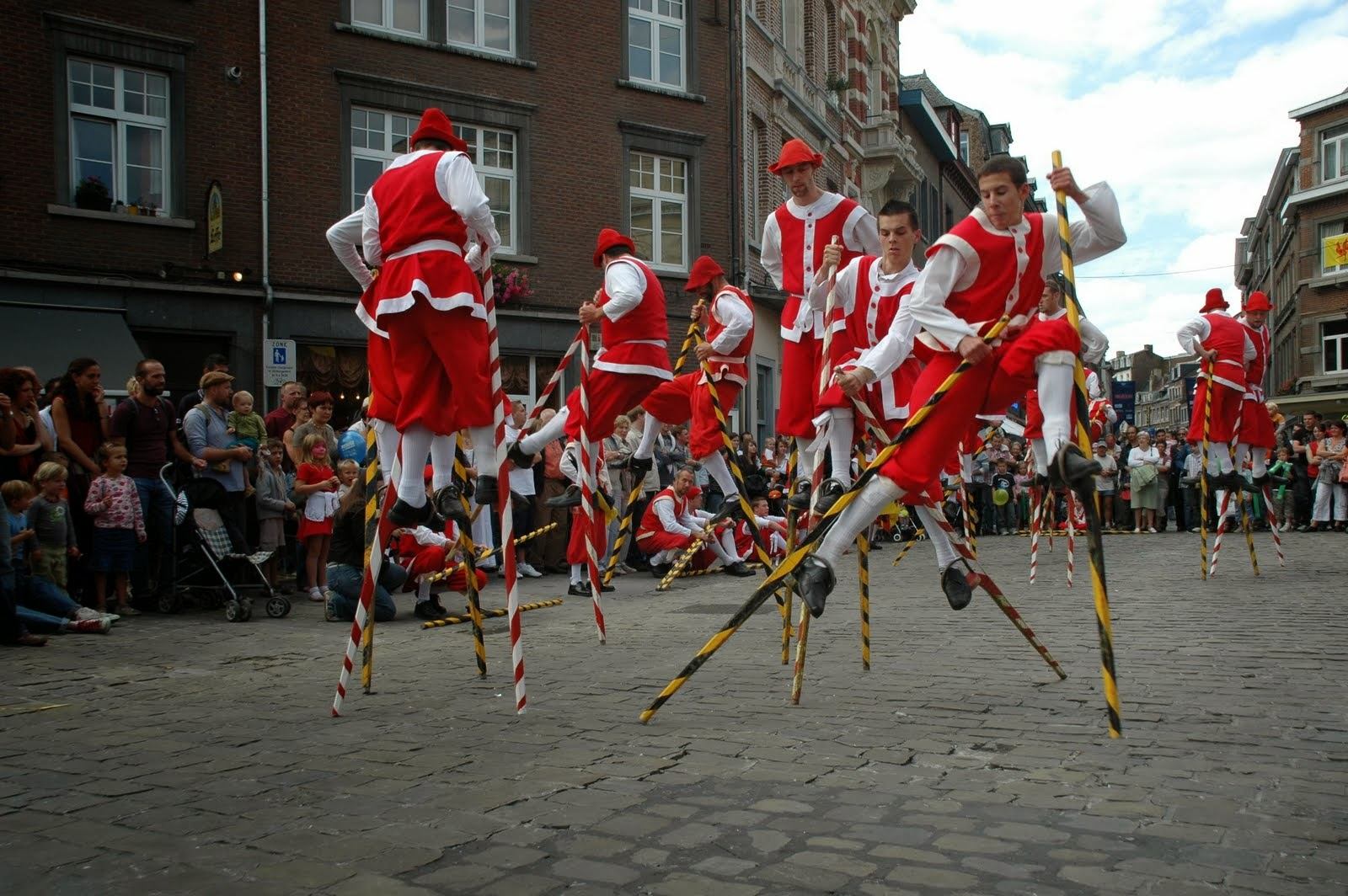
مبارزة على ركائز متينة في نامور (2015)

المتبارزون، الذين يُطلق عليهم "Les Echasseurs Namurois" (حرفيًا "متسابقو نامور على ركائز")، هم جزء من جميع مهرجانات نامور الكبرى. مبارزة الركيزة الذهبية هي الأهم في العام، وتُقام في الأحد الثالث من سبتمبر بمناسبة عيد والونيا. يتجمع من 6000 إلى 8000 شخص أمام الكاتدرائية لدعم الخمسين متبارزًا تقريبًا.

## الأوسمة
2004: تم التعرف عليها كتراث غير مادي لاتحاد والونيا-بروكسل ("Chef-d'œuvre du patrimoine oral et immatériel de la Communauté Francaise")
2016: ضابط الجدارة الوالونية
2021: تم تسجيل مبارزة نامور على اليونسكو قائمة اليونسكو التمثيلية للتراث الثقافي غير المادي للإنسانية.